# Peneři strýčka Homeboye
Peneři strýčka Homeboye (zkracováno také jako PSH) je česká rapová skupina působící od devadesátých let 20. století.

## Historie
Jejími zakládajícími členy byli rapper Michal Opletal (alias Orion) a DJ Ondřej Čihák (alias Shitness). V této sestavě nahráli první dvě demokazety Peneřina těžká dřina a Párátka Adventní Expresní Lyrici. 
Vladimir 518 na stage poprvé vylezl v Roxy během koncertu PSH na jaře 1997. Na kompilaci East Side Unia II. (vydanou pod Terrorist) vyšla v roce 2000 první skladba Psh ve složení Orion + Vladimir 518 s názvem Penerský Dezert.
Debutové album Repertoár vydali na vlastním labelu Terrorist 10. 11. 2001 v sestavě Orion + Vladimir 518 + DJ Richard. V roce 2003 DJ Richarda vystřídal DJ Mike Trafik.
V roce 2006 vydali PSH desku Rap´n´Roll, pak se členové kapely pustili na čas do vlastních projektů. Vladimir 518 přišel v roce 2008 se sólovou deskou Gorila vs. Architekt, DJ Mike Trafik má na svědomí album H.P.T.N.
Další společné řadové album pod názvem Epilog vyšlo v na začátku května 2010, ještě před tím ale PSH vytvořili soubor toho nejlepšího pod názvem Zpátky do dnů – The Best Of (2009). V roce 2011 vyšlo DVD Videodrome, které obsahuje vybrané videoklipy PSH od roku 1998 až po rok 2011. Na DVD nechybí například tracky Jižák, Praha, Můj rap, můj svět, Parket, ale ani klipy ze sólových projektů. Mezi ně patří video Vladimira 518 a Kateřiny Winterové k písni Du Dolu nebo Orionovo Teritorium. DVD obsahuje také bonusový dvacetiminutový dokument o PSH nazvaný Tenkrát na Východě.
V roce 2016 vydala skupina videoklip k písni FUCK OFF jako protest mj. proti populismu v české politice.
11. září 2019 vydala skupina své zatím poslední album s provokativním názvem Debut. Podle členů seskupení je to prý první deska, kterou měli při tvorbě pod kontrolou. Zároveň jde zřejmě o opravdu poslední album. Celá deska se prolíná určitá životní rekapitulace života skupiny. Na albu vystoupila řada hostů především z labelu Bigg Boss. Jmenovitě 7krát3, Maniak či Strapo. Křest alba se konal 5. a 6. prosince v pražském Roxy. Oba večery bylo vyprodáno.
6. a 7. prosince 2024 se konala oslava 30 let kapely v klubu Roxy. Vystoupili zde zakládající členové Orion a Shitness a dlouholetí spolupracovníci Sifon (WWW) a LA4. První den byl vyprodaný, druhý den zbylo jen pár vstupenek. Na prodej zde byly první dvě demokazety, které byly remasterované a vyšly oficiálně na kazetách a poprvé na vinylu. Oboje verze byly zcela vyprodané.

## Diskografie

### Studiová alba PSH
- Repertoár (2001)
- Rap N Roll (2006)
- Epilog (2010)
- Debut (2019)

#### Peneřina těžká dřina (1993)
(demokazeta)
1. Introň
2. Introň II
3. Metro
4. Sloni Už 'Dou
5. Venku
6. Salám
7. Boombon
8. Sněží
9. Bez Tripů
10. R.M.S
11. Ťik, Ťak, Hurá
12. Hipík's Rap
13. Feťácký Děti

#### Párátka Adventní Expresní Lyrici (1994)
(demokazeta)
1. Pohádka
2. Not Nigga
3. Těžkej Kov
4. Konef Líná
5. Bohatej
6. Pan Gaya
7. Vykydej ten hnůj
8. Jižák
9. Metro

#### Peneři Strýčka Homeboye & W.W.W. – Demos (1999)
(2 CD)
Komplet skladeb z prvních dvou CD a jednoho předchozího CD skupiny WWW.

#### Indy & Wich VS Peneři Strýčka Homeboye – Single 12" – Cesta Štrýtu / Hlasuju Proti (2001)
1. Cesta Štrýtu (feat. LA4)
2. Cesta Štrýtu (Instrumental)
3. Cesta Štrýtu (Akapela)
4. Hlasuju Proti
5. Hlasuju Proti (Instrumental)
6. Hlasuju Proti (Akapela)
7. Hlasuju Proti (Cuts)

#### Repertoár(2001)
1. Intro
2. Praha (feat. LA4)
3. Společný Zájmy (feat. Dano)
4. Zpátky do Dnů (feat. David Čoko)
5. Ambice
6. Na Východě
7. Dimenzio K2 (feat. Ponso & Azur)
8. Trénink
9. Tak a Teď
10. Hlasuju Proti (feat. Indy & Wich)
11. Zatím Díky
12. Úplnej Klid (feat. David Čoko)
13. Autro

#### PSH – Praha singl (2002)
1. Praha (DJ Wich Remix)
2. Za všechno může čas
3. Společný zájmy (Hajtkovič remix)
4. Praha Remix (instrumental)
5. Praha acapella

#### Rap´n´roll (2006)
1. Intro
2. Znova
3. 1985
4. Parket feat Čistychov
5. Kamufláž
6. Jackpot
7. Wolfův revír feat. James Cole
8. Klubový pravidla
9. Nemám rád feat. Lela
10. Tf tf
11. Rok PSH
12. Moje řeč
13. Parket (RMX) feat. Čistychov, Indy, Supercrooo
14. Neutečeš plus La4
15. Outro II

#### PSH – Zpátky do dnů – The Best Of (2009)
1. H.P.T.N.
2. Parket feat. Čistychov
3. Praha RMX feat. LA4
4. Tužím RMX feat Dara Rolins
5. Zatím díky
6. Nenechám si vzít svůj klid
7. Wolfův revír feat. James Cole
8. Trénink
9. Smíchov – Újezd feat. Hugo Toxxx
10. 1985
11. Peneřina těžká dřina
12. Afterparty
13. Tak a teď
14. Du dolu feat. Kateřina Winterová
15. Rok PSH
16. Společný zájmy feat. Čistychov
17. Jižák Video RMX

#### PSH – Epilog (2010)
1. Drazí milovníci hudby
2. Udělejte bordel
3. Podpantoflák ft. Roman Holý
4. Chyť mě jestli na to máš ft. Dara Rollins
5. Můj rap, můj svět
6. Showbizu smrad ft. Ota Klempíř,Michael V
7. Prachy dělaj člověka ft. Čistychov
8. Všichni jsou už v Německu ft. Hugo Toxxx
9. Wo ist meine Heimat
10. Yes No Ok ft. Matěj Ruppert
11. Vim já ft. James Cole
12. C’mon girls ft. Tereza Černochová
13. Jako jed
14. Co bude až nebude rap
15. Pravda o PSH

#### PSH – Debut (2019)
1. Dobrý den (prod. Mike Trafik)
2. Role X feat. Katarzia (prod. Mike Trafik)
3. Co jsi čekal (prod. Mike Trafik)
4. Pěsti ve tmě (prod. DJ Wich)
5. Bony a klid feat. DJ CutDem (prod. Mike Trafik)
6. Pssst feat. Maniak (prod. Mike Trafik)
7. Low Budget (prod. Mike Trafik)
8. Štvrtníček
9. Mám přesah feat. Čis T (prod. Mike Trafik)
10. Na cestě (prod. DJ Wich)
11. Kdo já jsem feat. Strapo (prod. Mike Trafik)
12. Milion (prod. Mike Trafik)
13. Acid Ego feat. 7krát3 (prod. Mike Trafik)
14. Chce to klídek (prod. Mike Trafik)
15. Debut feat. Bert & Friends (prod. Mike Trafik)